# سیارک ۲۲۸۷۷
سیارک ۲۲۸۷۷ (به انگلیسی: 22877 Reginamiller، نامگذاری:1999RR200) بیست و دو هزار و هشتصد و هفتاد و هفتمین سیارک کشف شده‌است که در ۸ سپتامبر ۱۹۹۹ کشف شد.
قدر مطلق سیارک برابر ۱۴.۸ است.